# Psaume 9 (9 A)
Pour l’article homonyme, voir Psaume 10 (9 B).
Le psaume 9 (9 A selon la numérotation grecque) est attribué à David.

## Texte
| verset | original hébreu                                      | traduction française de Louis Segond                                                                              | Vulgate latine |  |
| ------ | ---------------------------------------------------- | --- | --- |  |
| 1      | לַמְנַצֵּחַ, עַל-מוּת לַבֵּן; מִזְמוֹר לְדָוִד                        | Au chef des chantres. Sur "Meurs pour le fils". Psaume de David.                                                  | [In finem pro occultis filii psalmus David]                                                                                        |  |
| 2      | אוֹדֶה יְהוָה, בְּכָל-לִבִּי; אֲסַפְּרָה, כָּל-נִפְלְאוֹתֶיךָ               | Je louerai l’Éternel de tout mon cœur, je raconterai toutes tes merveilles.                                       | Confitebor tibi Domine in toto corde meo narrabo omnia mirabilia tua                                                               |  |
| 3      | אֶשְׂמְחָה וְאֶעֶלְצָה בָךְ; אֲזַמְּרָה שִׁמְךָ עֶלְיוֹן                     | Je ferai de toi le sujet de ma joie et de mon allégresse, je chanterai ton nom, Dieu Très-Haut !                  | Laetabor et exultabo in te psallam nomini tuo Altissime                                                                            |  |
| 4      | בְּשׁוּב-אוֹיְבַי אָחוֹר; יִכָּשְׁלוּ וְיֹאבְדוּ, מִפָּנֶיךָ                 | Mes ennemis reculent, ils chancellent, ils périssent devant ta face.                                              | In convertendo inimicum meum retrorsum infirmabuntur et peribunt a facie tua                                                       |  |
| 5      | כִּי-עָשִׂיתָ, מִשְׁפָּטִי וְדִינִי; יָשַׁבְתָּ לְכִסֵּא, שׁוֹפֵט צֶדֶק            | Car tu soutiens mon droit et ma cause, tu sièges sur ton trône en juste juge.                                     | Quoniam fecisti iudicium meum et causam meam sedisti super thronum qui iudicas iustitiam                                           |  |
| 6      | גָּעַרְתָּ גוֹיִם, אִבַּדְתָּ רָשָׁע; שְׁמָם מָחִיתָ, לְעוֹלָם וָעֶד             | Tu châties les nations, tu détruis le méchant, tu effaces leur nom pour toujours et à perpétuité.                 | Increpasti gentes et; periit impius nomen eorum delisti in aeternum et in saeculum saeculi;                                        |  |
| 7      | הָאוֹיֵב, תַּמּוּ חֳרָבוֹת--לָנֶצַח; וְעָרִים נָתַשְׁתָּ--אָבַד זִכְרָם הֵמָּה     | Plus d’ennemis ! Des ruines éternelles ! Des villes que tu as renversées ! Leur souvenir est anéanti.             | Inimici defecerunt frameae in finem et civitates destruxisti periit memoria eorum cum sonitu                                       |  |
| 8      | וַיהוָה, לְעוֹלָם יֵשֵׁב; כּוֹנֵן לַמִּשְׁפָּט כִּסְאוֹ                    | L’Éternel règne à jamais, il a dressé son trône pour le jugement ;                                                | Et Dominus in aeternum permanet paravit in iudicio thronum suum                                                                    |  |
| 9      | וְהוּא, יִשְׁפֹּט-תֵּבֵל בְּצֶדֶק; יָדִין לְאֻמִּים, בְּמֵישָׁרִים             | Il juge le monde avec justice, il juge les peuples avec droiture.                                                 | Et ipse iudicabit orbem terrae in aequitate iudicabit populos in iustitia                                                          |  |
| 10     | וִיהִי יְהוָה מִשְׂגָּב לַדָּךְ; מִשְׂגָּב, לְעִתּוֹת בַּצָּרָה                 | L’Éternel est un refuge pour l’opprimé, un refuge au temps de la détresse.                                        | Et factus est Dominus refugium pauperi adiutor in oportunitatibus in tribulatione                                                  |  |
| 11     | וְיִבְטְחוּ בְךָ, יוֹדְעֵי שְׁמֶךָ: כִּי לֹא-עָזַבְתָּ דֹרְשֶׁיךָ יְהוָה          | Ceux qui connaissent ton nom se confient en toi. Car tu n’abandonnes pas ceux qui te cherchent, ô Éternel !       | Et sperent in te qui noverunt nomen tuum quoniam non dereliquisti quaerentes te Domine                                             |  |
| 12     | זַמְּרוּ--לַיהוָה, יֹשֵׁב צִיּוֹן; הַגִּידוּ בָעַמִּים, עֲלִילוֹתָיו         | Chantez à l’Éternel, qui réside en Sion, publiez parmi les peuples ses hauts faits !                              | Psallite Domino qui habitat in Sion adnuntiate inter gentes studia eius                                                            |  |
| 13     | כִּי-דֹרֵשׁ דָּמִים, אוֹתָם זָכָר; לֹא-שָׁכַח, צַעֲקַת עניים (עֲנָוִים)    | Car il venge le sang et se souvient des malheureux, il n’oublie pas leurs cris.                                   | Quoniam requirens sanguinem eorum recordatus est non est oblitus clamorem pauperum                                                 |  |
| 14     | חָנְנֵנִי יְהוָה--רְאֵה עָנְיִי, מִשֹּׂנְאָי; מְרוֹמְמִי, מִשַּׁעֲרֵי מָוֶת       | Aie pitié de moi, Éternel ! Vois la misère où me réduisent mes ennemis, enlève-moi des portes de la mort,         | Miserere mei Domine vide humilitatem meam de inimicis meis                                                                         |  |
| 15     | לְמַעַן אֲסַפְּרָה, כָּל-תְּהִלָּתֶיךָ: בְּשַׁעֲרֵי בַת-צִיּוֹן--אָגִילָה, בִּישׁוּעָתֶךָ | Afin que je publie toutes tes louanges, dans les portes de la fille de Sion, et que je me réjouisse de ton salut. | Qui exaltas me de portis mortis ut adnuntiem omnes laudationes tuas in portis filiae Sion                                          |  |
| 16     | טָבְעוּ גוֹיִם, בְּשַׁחַת עָשׂוּ; בְּרֶשֶׁת-זוּ טָמָנוּ, נִלְכְּדָה רַגְלָם        | Les nations tombent dans la fosse qu’elles ont faite, leur pied se prend au filet qu’elles ont caché.             | Exultabo in salutari tuo infixae sunt gentes in interitu quem fecerunt in laqueo isto quem absconderunt conprehensus est pes eorum |  |
| 17     | נוֹדַע, יְהוָה--מִשְׁפָּט עָשָׂה: בְּפֹעַל כַּפָּיו, נוֹקֵשׁ רָשָׁע; הִגָּיוֹן סֶלָה | L’Éternel se montre, il fait justice, il enlace le méchant dans l’œuvre de ses mains. Jeu d’instruments. [Pause]  | Cognoscitur Dominus iudicia faciens in operibus manuum suarum conprehensus est peccator canticum [diapsalmatis]                    |  |
| 18     | יָשׁוּבוּ רְשָׁעִים לִשְׁאוֹלָה: כָּל-גּוֹיִם, שְׁכֵחֵי אֱלֹהִים              | Les méchants se tournent vers le séjour des morts, toutes les nations qui oublient Dieu.                          | Convertantur peccatores in infernum omnes gentes quae obliviscuntur Deum                                                           |  |
| 19     | כִּי לֹא לָנֶצַח, יִשָּׁכַח אֶבְיוֹן; תִּקְוַת ענוים (עֲנִיִּים), תֹּאבַד לָעַד | Car le malheureux n’est point oublié à jamais, l’espérance des misérables ne périt pas à toujours.                | Quoniam non in finem oblivio erit pauperis patientia pauperum non peribit in finem                                                 |  |
| 20     | קוּמָה יְהוָה, אַל-יָעֹז אֱנוֹשׁ; יִשָּׁפְטוּ גוֹיִם, עַל-פָּנֶיךָ          | Lève-toi, ô Éternel ! Que l’homme ne triomphe pas ! Que les nations soient jugées devant ta face !                | Exsurge Domine non confortetur homo iudicentur gentes in conspectu tuo                                                             |  |
| 21     | שִׁיתָה יְהוָה, מוֹרָה--לָהֶם: יֵדְעוּ גוֹיִם--אֱנוֹשׁ הֵמָּה סֶּלָה        | Frappe-les d’épouvante, ô Éternel ! Que les peuples sachent qu’ils sont des hommes ! [Pause]                      | Constitue Domine legislatorem super eos sciant gentes quoniam homines sunt [diapsalma]                                             |  |

## Usages liturgiques

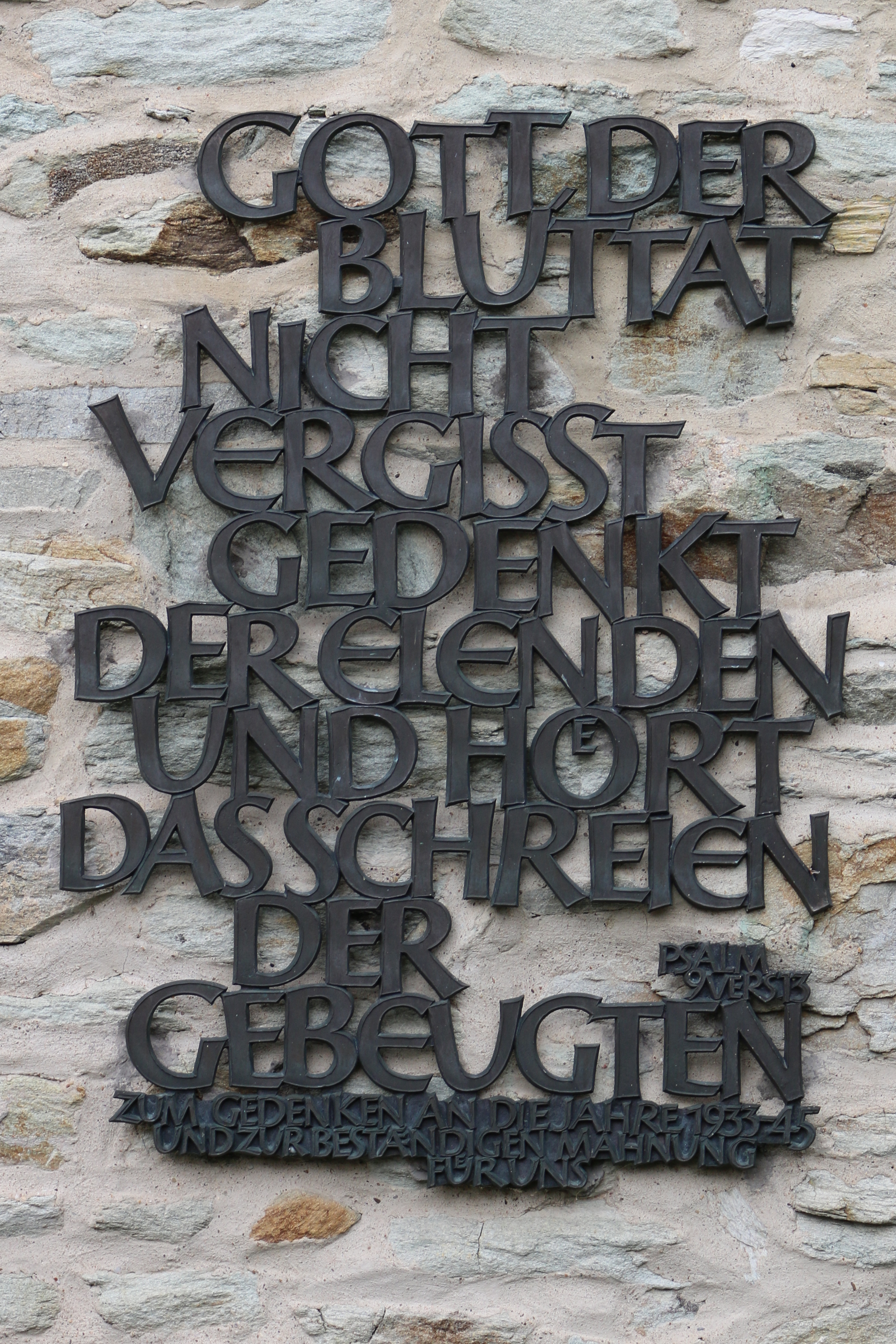
Psaume 9 verset 13 sur le mur extérieur de la Thalkirche à Wiesbaden, en mémorial de la période 1933-1945.

### Dans le judaïsme
On trouve plusieurs versets du psaume 9 dans la tradition du judaïsme. Le verset 4 se trouve dans la amidah de Rosh hashanah. Le verset 11 fait partie de Uva Letzion, et le verset 13 de Av Harahamim.

### Dans le christianisme

#### Chez les catholiques
Dans la règle de saint Benoît, fixée vers 530, le Psaume 9 est chanté selon la version latine traduite sur le grec des Septante ; dans celle-ci, le Psaume comprend 18 versets supplémentaires qui correspondent au Ps 10 de la numérotation humanistique aujourd'hui appelée "hébraïque". Saint Benoît a donc divisé ce Ps 9-10 en deux parties, chantée l'une à la fin de l'office de prime du mardi (Ps 9:1-19) et l'autre (Ps 9:20-21 et Ps 10:1-18) au début de celui du mercredi. Autrement dit, les premiers versets du Ps 9, jusqu'à Quoniam non in finem oblivio erit pauperis : patientia pauperum non peribit in finem, formaient le troisième et dernier psaume de prime du mardi, la seconde partie du Psaume (selon sa version vulgate) était récitée comme premier psaume de l'office de prime du mercredi.    
Les Ps 9 et 10 (numérotation ancienne) étaient récités comme quatrième et cinquième Psaumes des matines du dimanche (dans le cursus canonial ou romain de l'office (liturgie des clercs non moines et des chanoines).
Dans la liturgie des Heures actuelle, le psaume 9 (selon la numérotation humaniste ou hébraïque) est récité ou chanté à l’office des lectures du lundi de la première semaine.